# Poinarinius perkovskyi
Poinarinius perkovskyi (лат.) — ископаемый вид жуков-капюшонников рода Poinarinius (Alitrepaninae, Bostrichidae). Обнаружены в меловом бирманском янтаре (Мьянма, Юго-Восточная Азия). Возраст около 99 млн лет (сеноманский ярус).

## Описание
Тело коричневое, длина 3,0 мм. Голова немного шире, чем апикальная ширина переднеспинки. Лоб вдавлен, густо пунктирован, с плотными, длинными, прямыми волосками. Пронотум примерно в 1,1 раза длиннее ширины на вершине, немного уже ширины в середине, немного длиннее ширины в основании. Диск слабо выпуклый, крупный, продольно-морщинистый. Бока слабо округлые, с длинными прямыми волосками. Надкрылья субцилиндрические, примерно 2,1 раза длиннее переднеспинки, примерно в 1,7 раза длиннее ширины в основании, примерно в 2,0 раза длиннее ширины в середине, в 2,4 раза длиннее вершинной четверти. Бока надкрылий с очень редкими, длинными, прямыми волосками. Вид был впервые описан в 2022 году российским колеоптерологом Андреем Легаловым (Институт систематики и экологии животных СО РАН, Новосибирск, Россия) и назван в честь украинского палеоэнтомолога Евгения Перковского (Киев) за его вклад в изучение фаун янтарей мелового периода и эоцена. Новый вид сходен с P.  aladelicatus, отличаясь от него почти вертикальным уклоном надкрылий. Он очень похож на P.  lesnei, но отличается надкрыльями с двумя шипами.